# Shara Gillow
Shara Gillow (* 23. Dezember 1987 in Nambour) ist eine ehemalige australische Radrennfahrerin.

## Sportliche Laufbahn
2008 belegte Shara Gillow Rang zwei in der Gesamtwertung der Tour of Bright. 2009 wurde sie australische Junioren-Vizemeisterin im Einzelzeitfahren, Zweite der Canberra Tour und Achte der Neuseeland-Rundfahrt. 2010 belegte sie bei den Straßenweltmeisterschaften in Geelong Platz acht. 2011 errang sie bei den Ozeanischen Meisterschaften zwei Goldmedaillen, im Einzelzeitfahren und im Straßenrennen, wurde Vierte der Neuseeland-Rundfahrt, Neunte des Giro d’Italia Femminile, Dritte der Thüringen-Rundfahrt und Vierte beim Memorial Davide Fardelli.
2011, 2012, 2013 und 2015 wurde Gillow australische Meisterin im Einzelzeitfahren. Bei den UCI-Straßen-Weltmeisterschaften 2015 gewann sie als Mitglied des Rabo Liv Women Cycling Teams Bronze im Mannschaftszeitfahren. 2017 belegte sie bei Durango–Durango Emakumeen Saria Platz zwei.

## Diverses
Shara Gillow ist verheiratet mit dem ehemaligen Radrennfahrer Nicolas Marche, der seit dem Ende seiner aktiven Laufbahn als Sportdirektor von Radsportteams tätig ist.
Das Paar lebt in Besançon (Stand 2021). Sie ließ sich als Köchin und Ernährungswissenschaftlerin ausbilden. Ihr Vater David Gillow war ebenfalls Radrennfahrer.
Seit ihrem Rücktritt vom Radsport betreut sie die Radsportteams Team SD Worx und Groupama-FDJ als „Food coach“.

## Erfolge
2011
- Australische Meisterschaft Einzelzeitfahren
- eine Etappe Giro d’Italia Femminile

2012
- Australische Meisterschaft Einzelzeitfahren
- Ozeanische Straßenradmeisterschaften Ozeanienmeisterin – Einzelzeitfahren

2013
- Australische Meisterschaft Einzelzeitfahren
- eine Etappe Giro del Trentino Alto Adige
- eine Etappe Internationale Thüringen-Rundfahrt der Frauen

2014
- Ozeanienmeisterin – Einzelzeitfahren

2015
- Weltmeisterschaft - Mannschaftszeitfahren
- Australische Meisterschaft Einzelzeitfahren